# Саръюрт
Саръюрт (на румънски: Mihai Viteazu, Михай Витязу) е село в Румъния, център на община в окръг Кюстенджа (Констанца), Северна Добруджа. Освен Саръюрт в общината влиза само още едно село - Касапкьой (Синое).

## История
Саръюрт е старо българско село в Северна Добруджа. В 1879 година селото попада в Румъния. Българското население на Саръюрт се изселва в България по силата на подписаната през септември 1940 година Крайовска спогодба. Част от жителите на селото се заселват в село Калина и село Плачидол.

## Личности
Родени в Саръюрт
- Иван Станев Малев, български военен деец, подофицер, загинал през Втората световна война[1]